# Vitixipha
Vitixipha is een geslacht van rechtvleugeligen uit de familie krekels (Gryllidae). De wetenschappelijke naam van dit geslacht is voor het eerst geldig gepubliceerd in 2007 door Otte & Cowper.

## Soorten
Het geslacht Vitixipha omvat de volgende soorten:
- Vitixipha axios Otte & Cowper, 2007
- Vitixipha bua Otte & Cowper, 2007
- Vitixipha chlora Otte & Cowper, 2007
- Vitixipha kilaka Otte & Cowper, 2007
- Vitixipha peracta Otte & Cowper, 2007
- Vitixipha vuda Otte & Cowper, 2007